# Schneebiger Nock
Ne doit pas être confondu avec le Snežnik en Slovénie, aussi appelé Monte Nevoso.
Le Schneebiger Nock ou Monte Nevoso est un sommet de la province autonome de Bolzano en Italie. Il culmine à 3 358 mètres d'altitude.